# Soapsuds and Sapheads
Soapsuds and Sapheads é um curta-metragem de comédia mudo norte-americano, realizado em 1919, com o ator cômico Oliver Hardy.